# Haputale
Haputale (en tamil:அப்புத்தளை  ) es una ciudad de Sri Lanka en el distrito de Badulla, provincia de Uva.

## Geografía
Se encuentra a una altitud de 1409 m s. n. m. a 178 km de la capital nacional, Colombo, en la zona horaria UTC +5:30.

## Demografía
Según estimación 2011 contaba con una población de 4 990 habitantes.